# Suda (Creta)
Suda (griego Σούδα, transliterado normalmente como Souda) es una población y unidad municipal del noroeste de la isla griega de Creta que pertenece al municipio de La Canea. Constituye un importante puerto al fondo de la bahía de Suda. 
La población actual de Suda está a poco más de 6 km al este de la ciudad de La Canea, y la poblaban 7840 personas en 2001. Toda la zona se construyó a finales de los años 1870, en tiempos del Imperio otomano, antes eran marismas y salinas.
La bahía de Suda es uno de los puertos naturales del Mediterráneo más profundos y más fácil de defender. En la entrada de la bahía se encuentra la pequeña isla de Suda en la que se alza un castillo de época veneciana. 
Actualmente, Suda es el puerto de arribada de los barcos procedentes de El Pireo, el puerto de Atenas. También hay una base naval de la OTAN, y muchas áreas restringidas con instalaciones militares. El cementerio de guerra de los Aliados, en su mayoría de soldados de la Segunda Guerra Mundial, se encuentra en la playa de Suda. Hay 1527 tumbas, la mayoría de soldados británicos, 447 de neozelandeses y 197 de australianos. El arqueólogo John Pendlebury está enterrado allí. Pendlebury fue el conservador de Cnosos de la Escuela Británica de Atenas y fue el que prosiguió con las excavaciones en Creta durante dicha guerra. Fue ejecutado por los alemanes en 1941 mientras trabajaba para el MI6.

## Historia

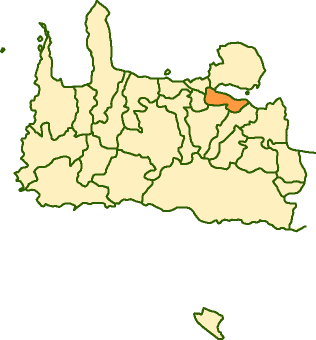
Mapa con la situación de Suda en la Prefectura de La Canea.

La bahía de Suda (o bahía de Souda) fue el escenario de dos acontecimientos históricos:
- La Batalla de la bahía de Suda que tuvo lugar los días 14 y 15 de junio de 1825 entre griegos y  turco-egipcios.
- El raid de la bahía de Suda, una operación comando de marinos italianos, contra dos barcos de guerra británicos en el fondeadero, que se lanzó el 26 de marzo de 1941.